# Малелеил (син Кенанов)
Малелеил је био син Кенанов, унук Сетов, а праунук Адамов. Имао је сина Јареда. Рођен је у 395. години, а умро је у 1290. години после стварања света.
Цитат из Библије:
А Малелеило поживје 65 година, и роди Јареда;
А родив Јареда, поживје Малелеило 830 година рађајући синове и кћери;

Тако поживје Малелеило свега 895 година; и умрије“.